# Artificiell urinblåsa
En artificiell urinblåsa är ett artificiellt organ som ersätter en urinblåsa. Den 4 april 2006 tillkännagav en grupp biologer på Wake Forest University School of Medicine, ledda av professor Anthony Atala, att de hade skapat världens första laboratorium-framväxta organ, en urinblåsa, och transplanterat denna till en människa. Sju personer i åldrarna fyra till nitton, mottog transplantat. Urinblåsorna odlades fram från ett litet vävnadsprov som tagits från patientens egen urinblåsa. Genom denna procedur minskades risken för att patientens kropp skulle komma att stöta ifrån sig den artificiell urinblåsan. Traditionellt har skadade urinblåsor sytts ihop igen med vävnad tagen från magen eller tarmen. Patienter som genomgått den typen av operation får dock leva med sidoeffekter då inälvsvävnaden återabsorberar kemikalier som är tänkta att lämna kroppen genom urinen.

## Utveckling
Den 30 januari 1999 tillkännagav en grupp forskare att en urinblåsa som växt fram i laboratorium framgångsrikt hade transplanterats in i hundar. Dessa artificiella urinblåsor fungerade väl i över ett år i hundarna. År 2000 hade nya procedurer utvecklats för att skapa artificiella urinblåsor för människor. Denna procedur är kallad en orthotopic neobladder-procedur. Proceduren innefattar att forma en del av patientens tunntarm till att forma en ny urinblåsa.

## Procedur
Till att börja med tas en datortomografi av patienten för att undersöka formen på blåsan som skall skapas. Därefter tas ett vävnadsprov från patientens urinblåsa. Dessa celler placeras därefter på en nedbrytbar ställning som har den form som blåsan skall komma att få och får därefter växa i cirka sju-åtta veckor. Slutligen tar transplantationen rum. Den artificiella urinblåsan fästs därefter kirurgiskt vid patientens egen blåsa.